# Marpingen
Marpingen là  là một đô thị thuộc huyện Sankt Wendel, bang Saarland, Đức. Marpingen có cự ly khoảng 8 km về hướng tây của Sankt Wendel, và 25 km về phía bắc Saarbrücken.

## Lịch sử
Năm 1976, trong thời kỳ cao trào của  Kulturkampf,Marpingen được tự công bố  là một địa điểm mà Đức mẹ Mary từng xuất hiện, dẫn đến sự xung đột giữa chính quyền Phổ và những người tin vào điều đó, kéo đến Marpingen như một kết quả